# إبراهيم تاتليسس
إبراهيم تاتليسس (بالتركية: İbrahim Tatlıses)‏ (مواليد 1 يناير 1952) مغني وممثل وملحن كردي تركي، وأحد أكثر الفنانين الأتراك تسجيلاً، حيث سَجلَ 42 ألبوم مِنها Ayağında Kundura الذي كسر مبيعات التسجيلات في تركيا سنة 1978، وألبوم Selam Olsun الذي يركز على الموسيقى الفلكلورية التقليدية معزوفةً على آلات محلية، وهو أحد كبار المغنيين الأتراك وأكثرهم شعبية حتى نهاية الثمانينات من القرن المنصرم، سجّل الكثير من الرقصات الفلكلورية الشهيرة مع أوركيسترا، يُلقّب بإيبو Ibo، إذ قدم برنامج Ibo Show الشهير في تركيا على عدة محطات تلفازية خاصة، وكذلك مثّل في العَديد من الأفلام السينيمائية، ودخل كمرشح في انتخابات النائب العام سنة 2007، وهو رجل أعمال نَشط في مجال السياحة والمطاعم والأعمال التجارية ومشاريع البناء في العراق. وقد تَعرض لمُحاولة اغتيال سنة 2011، أصابته إثرها رصاصة بالرأس.

## الحياة الشخصية

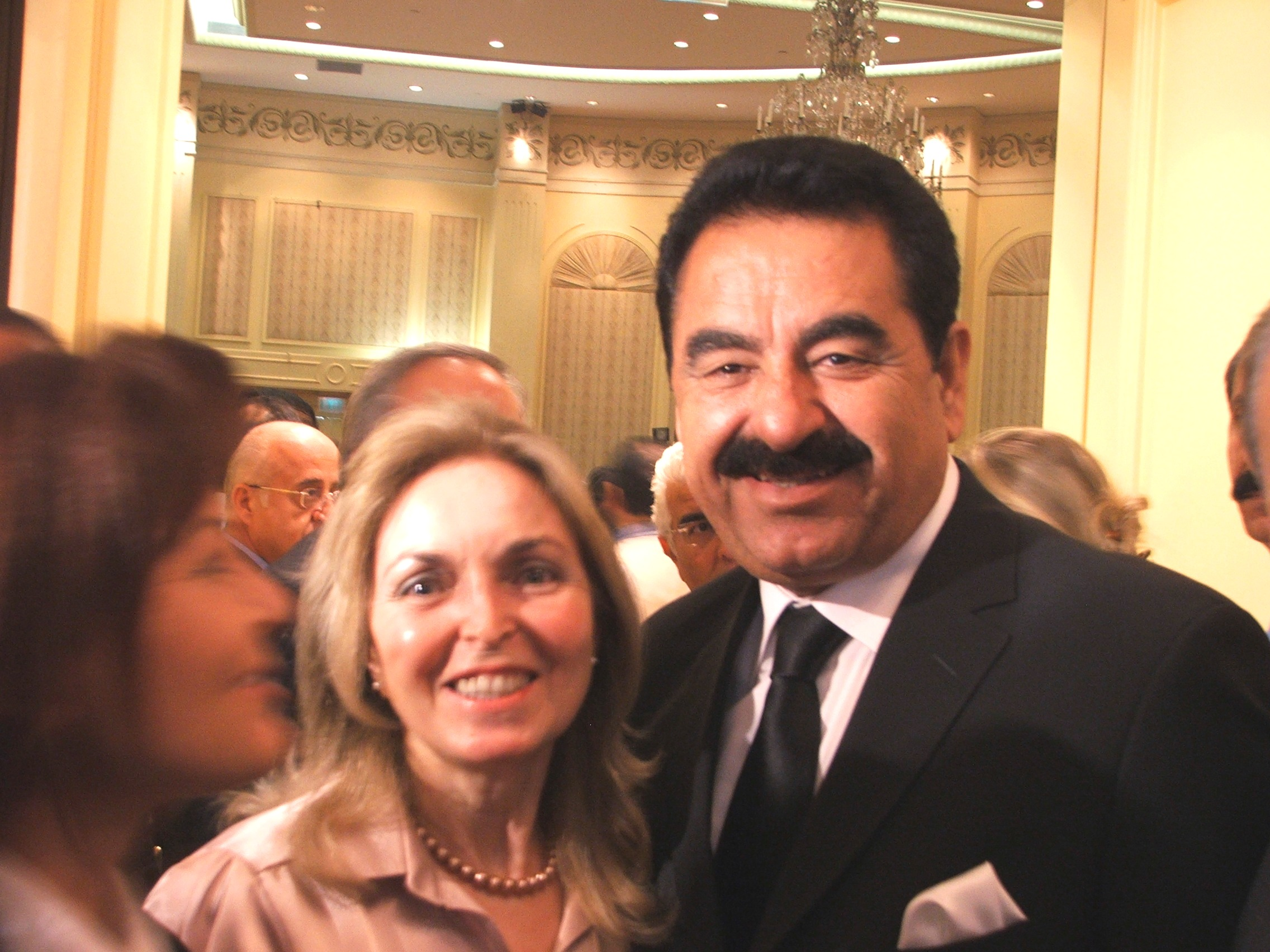
إبراهيم تاتليسس في مؤتمر حزب الشباب

ولد إبراهيم في بلدة سيفاريك في مدينة أورفة في تركيا، لأب تركي وأم كردية، نشأ وسط عائلة فقيرة، وربّته أمّه بعد أن توفيّ والده عام 1956 ، وإثر ذلك لم يتمكن من إكمال تعليمه.
بدأ الغناء في الكبريهات والأعراس والاحتفالات الأخرى أثناء مراهقته، وأصدر مجموعةً في عام 1975 وفشل في بيعها، ثم ترك الموسيقى بعدها مؤقتاً، وإنتقل إلى إسطنبول مع عائلته عام 1977، وعمل هناك في التجارة حتى سجّل شريطه الثاني Ayağında Kundura، وقد كان نجاح الشريط نقطة الانطلاق لمسيرة إبراهيم المزدهرة حتى الآن.

## محاولة اغتياله
في عام 1990 أصيب تاتليس برصاصة في قدمه، وفي عام 1998 نجى من محاولة قتل أخرى ولم يصب بأذى، وفي شهر مارس 2011 تعرض لمحاولة اغتيال، وأصيب برصاصة اخترقت جبينه بعد أن دخلت الرصاصة من خلف جمجمته، وأصيب بعض مرافقيه أيضًا، وقال الأطباء في حالة نجاته من الموت قد يصاب بالشلل.